# Sandra Flubacher
Sandra Flubacher (* 8. Juni 1963 in Zürich) ist eine Schweizer Schauspielerin.

## Leben
Die gelernte Bankkauffrau Sandra Flubacher erhielt ihre künstlerische Ausbildung von 1984 bis 1987 an der Zürcher Hochschule der Künste und debütierte am Schauspiel Köln. Nach weiteren Stationen am Schauspiel Frankfurt und am Theater Bonn kam sie 1993 ans Hamburger Thalia Theater, dessen Ensemble sie bis heute angehört. Hier sah sie das Publikum erstmals in der Titelrolle von Gotthold Ephraim Lessings Lustspiel Minna von Barnhelm. Weitere Rollen am Thalia Theater waren die Johanna Dark in Bertolt Brechts Die heilige Johanna der Schlachthöfe, Lady Capulet in Romeo und Julia von William Shakespeare, Marthe Rull in Heinrich von Kleists Zerbrochnem Krug oder die Audrey in Shakespeares Wie es euch gefällt, mit der sie 1999 bei den Zürcher Festspielen gastierte.
1991 wurde Flubacher mit dem Förderpreis des Landes Nordrhein-Westfalen für junge Künstlerinnen und Künstler ausgezeichnet.
Sandra Flubacher ist hauptsächlich als Theaterschauspielerin tätig. Arbeiten vor der Kamera oder in Hörspielproduktionen waren in der Vergangenheit selten.

## Filmografie
- 1990: Der Fahnder – Comeback
- 1994: Der gute Merbach
- 1998: Ärzte – Spätschäden

## Hörspiele
- 2000: Bis wir im Frieden sind – Autor: Herbert Somplatzki – Regie: Klaus-Dieter Pittrich
- 2008: Ich bin ein Cyborg, aber das macht nichts – Autoren: Jeong Seo-kyeong und Park Chan-wook – Regie: Beate Andres
- 2010: In Mother We Trust – Autorin und Regie: Charlotte Knothe
- 2012: Kann mir nicht vorstellen, dass es weiter geht – Autor und Regie: Schorsch Kamerun
- 2013: Lilith Parker: Insel der Schatten – Autorin: Janine Wilk – Regie: Margit Kreß